# Philoxenoscisternen

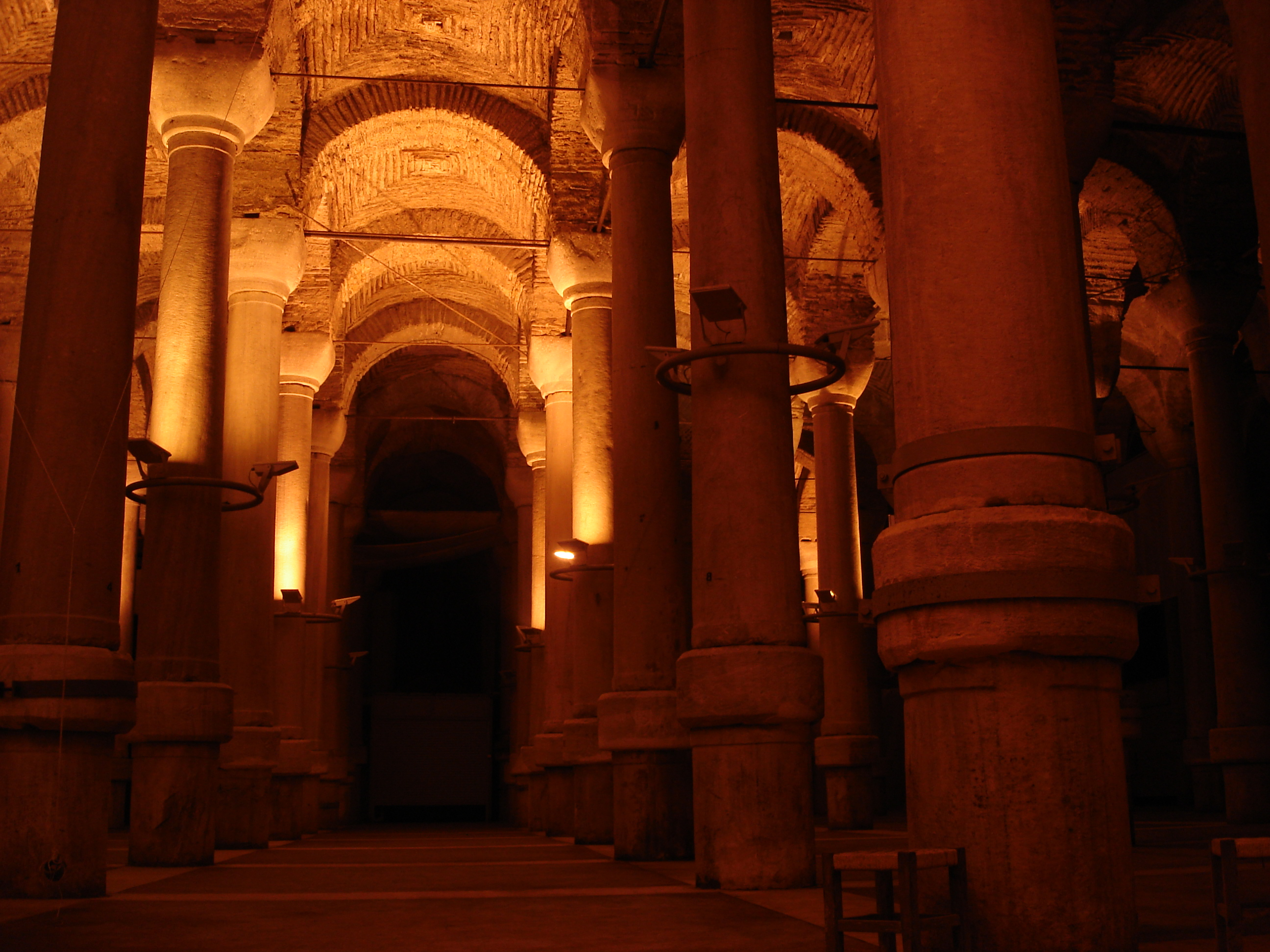
Philoxenoscisternen eller Binbirdirek Cistern.

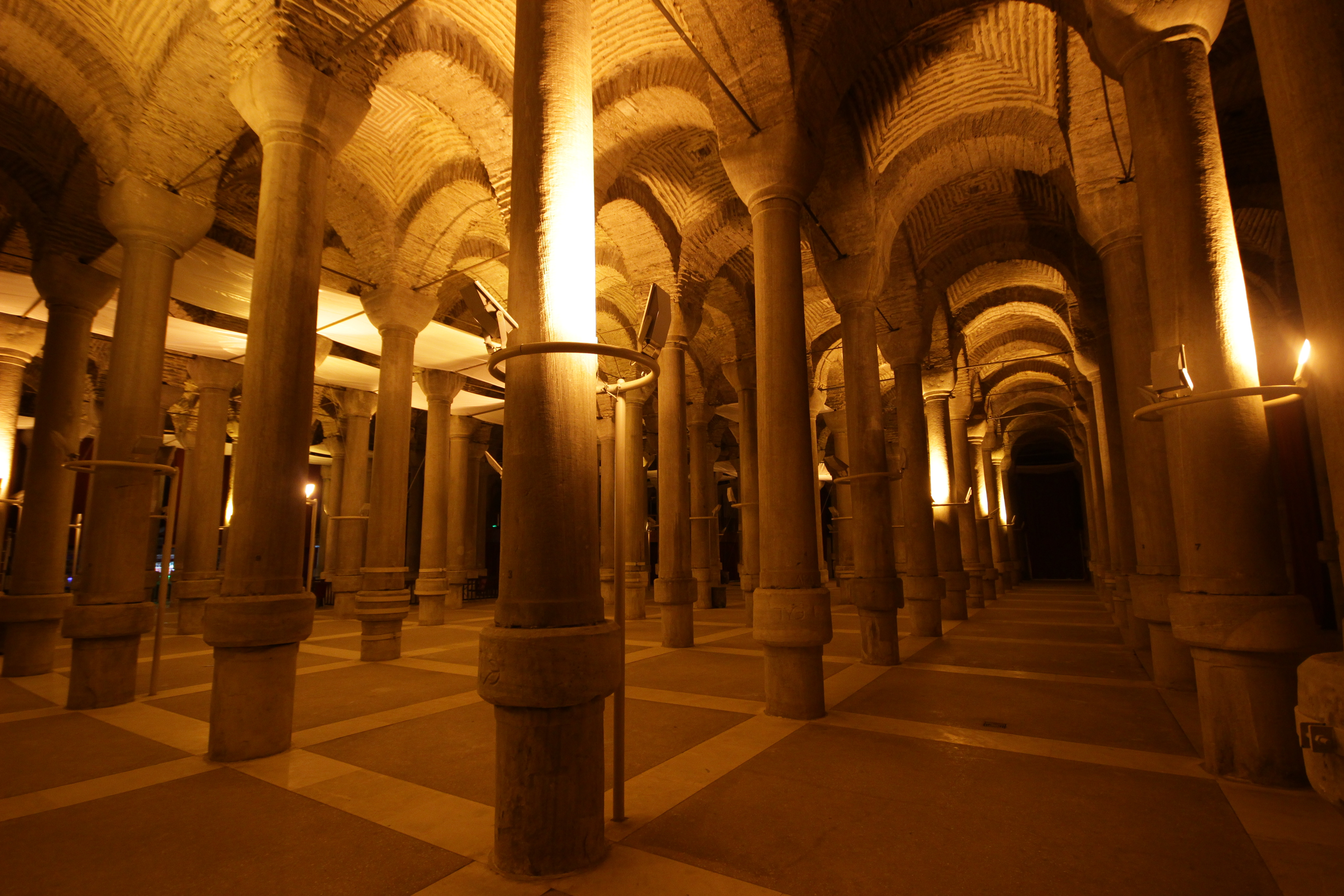
Philoxenoscisternen har restaurerats och är i dag en turistattraktion.

Philoxenoscisternen (grekiska: Κινστέρνα Φιλοξένου) eller turkiska: Binbirdirek Cistern) var en underjordisk bysantinsk vattenreservoar i Konstantinopel, dagens Istanbul. Cisternen byggdes på 400-talet e.Kr. och har en yta på 3 640 m² och kunde rymma 40 000 m³ vatten. Vattenreservoaren består av 224 marmorkolonner som är 14 eller 15 meter höga. Philoxenoscisternen har restaurerats och är i dag en turistattraktion. Det är Istanbuls näst största vattenreservoar; bara Basilikacisternen är större.